# Анци
А̀нци (на италиански: Anzi) е село и община в Южна Италия, провинция Потенца, регион Базиликата. Разположено е на 1029 m надморска височина. Населението на общината е 1765 души (към 2011 г.).